# Шакша-Северная
Шакша́-Се́верная — отдалённый спальный жилой район в Калининском районе города Уфы в восточной части города.

## Посёлок Шакша
Жилой район Шакша-Северная ранее являлся рабочим посёлком Шакша в Уфимском районе БАССР, созданным для работы на ж/д станции Шакша. В 1980 году посёлок вошёл в состав Уфы.

Указ Президиума ВС Башкирской АССР от 20.03.1980 N 6-2/85 «О передаче рабочего поселка Шакша Уфимского района в административное подчинение Уфимскому городскому совету народных депутатов» гласил:
Президиум Верховного Совета Башкирской АССР постановляет:
Передать рабочий поселок Шакша Уфимского района в административное подчинение Уфимскому городскому Совету народных депутатов.
Председатель
Президиума Верховного Совета
Башкирской АССР
Ф.СУЛТАНОВ
Уфа, 20 марта 1980 года

N 6-2/85— http://bashkortostan.news-city.info/docs/sistemao/dok_keqiyi.htm